# Station Liempde
Station Liempde is een voormalig station aan het Duits Lijntje voor het dorp Liempde in Noord-Brabant.
Het station werd geopend in 1889 en gesloten op 15 mei 1936. Sindsdien is het in gebruik als woning.
Verder heeft er ooit een tweede station in Liempde gelegen. Deze halte, een platform van bielzen, lag aan landgoed Velder en was alleen in gebruik tijdens de Landbouwwerktuigendagen die hier van 1948 tot 1996 werden gehouden. Deze halteplaats is opgeheven, na de ombouw van het traject Eindhoven-Boxtel van twee naar vier sporen.